# 尊重党
尊重党（英語：Respect Party）是英国的一个已不存在的左翼政党。该党成立于2004年1月25日，解散于2016年8月18日。该党的意识形态是反战、社会主义、反资本主义、反帝国主义、反锡安主义。该党的领袖是前英国下议院议员George Galloway，副领袖是Dawud Islam，主席是Abjol Miah。该党的青年翼是“学生RESPECT”。该党曾派代表出席欧洲反资本主义左翼的会议。